# Associação Atlética de Águas Santas
L'Associação Atlética Águas Santas és un club professional d'handbol amb seu a Águas Santas, Maia, districte de Porto, Portugal. Juga a la Lliga portuguesa d'handbol.

## Palmarès
| Competicions nacionals | Competicions nacionals | Competicions nacionals    |
| ---------------------- | ---------------------- | ------------------------- |
| Copa de Portugal       | 1                      | 2001–02                   |
| U20 Andebol 1          | 3                      | 2021–22, 2022–23, 2023–24 |

### Trofeus no oficials
- Limburgse Handbal Dagen : 1
  - 2013